# Hollywood-Kantine
Hollywood-Kantine ist eine US-amerikanische Musical-Filmkomödie aus dem Jahr 1944 von Delmer Daves. Die Hauptrollen sind besetzt mit Joan Leslie, Robert Hutton und Dane Clark. Der Film ist dafür bekannt, dass viele Stars der damaligen Zeit Kurzauftritte in der Hollywood Canteen übernommen haben. Hollywood Canteen erhielt drei Oscarnominierungen.

## Handlung
Corporal Slim Green, der im Bereich des südlichen Pazifik seinen Dienst tut, ist verliebt in die Schauspielerin Joan Leslie. Nachdem er in einer Schlacht verletzt worden ist, wird er zusammen mit seinem Kameraden, Sergeant Nolan, in seine Heimat Los Angeles geschickt, um dort Erholung und Ruhe zu finden, bevor beider Schiff wieder ausläuft. Da Green den großen Wunsch hat, einmal Filmstars leibhaftig zu sehen, wird ihm das ermöglicht, indem er die „Hollywood Canteen“ besuchen darf. Das Restaurant, in dem hochbezahlte Filmstars sowohl im Service als auch in der Animation kostenlos tätig sind, ist ein Treffpunkt für Soldaten. Slim ist beeindruckt, dass für uniformierte Personen alles frei im Lokal ist, Essen, Trinken, Unterhaltung. Als dort bekannt wird, dass Jim eine heimliche Liebe zu Joan Leslie hegt, versucht die Gründerin der „Hollywood Canteen“ Bette Davis zusammen mit Jane Wyman ein Treffen beider zu arrangieren. Als Slim seinem Freund Nolan davon berichtet, fällt es diesem schwer, zu glauben, was sein Freund ihm erzählt. So begleitet er Slim am nächsten Tag, um sich ein eigenes Bild zu machen. Er ist überrascht und beeindruckt von der Freundlichkeit der Stars.
Als die Freunde am Vormittag unterwegs sind, um eine Sehenswürdigkeiten zu besichtigen, treffen sie auf dem Bauernmarkt rein zufällig Joan Leslie. In dieser Nacht ist Slim der Millionste Militärangehörige, der die „Hollywood Canteen“ besucht, dafür darf er eine Suite in einem Luxus-Hotel beziehen, bekommt ein Auto, darf ein Filmstudio besuchen und sich mit seiner Lieblingsschauspielerin treffen. Slim lädt seinen Freund Nolan ein, die Suite mit ihm zu teilen und fragt Leslie, ob sie bereit sei, sich mit ihm zu treffen. Nachdem Leslie zugestimmt hat, nimmt Slim sie mit zu sich nach Hause, wo beide im Garten hinter dem Haus zusammensitzen und wechselseitig über ihr Leben sprechen. Am anderen Tag besuchen Slim und Nolan dann zusammen die Warner Bros. Studios und Slim ist zum Abendessen mit Joan und ihren Eltern verabredet.
Bevor Slim die Stadt wieder verlassen muss, um in den Krieg zurückzukehren und seinen Dienst zu verrichten, richtet er in der „Hollywood Canteen“ einige Worte an die Soldaten und bedankt sich bei allen im Restaurant Tätigen für ihren Service, der sie zu Verbündeten im Kampf gegen den Feind mache. Joan, die Slim versprochen hat, ihn mit dem Auto zum Zug zu fahren, geht unterwegs das Benzin aus. Als sie nicht rechtzeitig da ist, schreibt Slim ihr einen Zettel und bedankt sich für das wunderbare Wochenende. In letzter Minute schafft Joan es dann doch noch, Jim auf dem Bahnhof zu treffen. Zum Abschied küsst sie ihn.

## Produktion

### Produktionsnotizen
Mit der Produktion des Films wurde im November 1943 begonnen, ein Streit zwischen Warner Bros. und der Screen Actors Guild sorgte jedoch dafür, dass die Filmaufnahmen vorübergehend zum Erliegen kamen. In den Regeln der SAG ist festgelegt worden, dass jedem der Schauspielerinnen und Schauspieler das jeweils volle Gehalt für ihren Auftritt in einem Film zu zahlen ist, auch wenn der Auftritt nur kurz sei. Warner Bros. stoppte daraufhin die Dreharbeiten am 22. Dezember 1943 und verlangte eine öffentliche Entschuldigung der Schauspielergewerkschaft. Das Studio machte geltend, dass der Einwand der SAG den ursprünglichen Vertrag verletze. Die SAG teilte mit, dass sie auf die Anwendung der genannten Regel, die dem Schutz der Schauspieler diene, verzichte, bei Schauspielern, die sich freiwillig bereit erklärten in der Warner-Bros.-Produktion unter deren Bedingungen auf einer patriotischen Basis aufzutreten, dass aber keinerlei Druck ausgeübt werden dürfe. Einige Studios weigerten sich daraufhin, ihre Schauspieler unter den genannten Bedingungen an Warner Bros. auszuleihen. Hedy Lamarrs Auftritt beispielsweise wurde nicht genehmigt. In der New York Times vom 30. April 1944 war zu lesen, dass neun ähnliche All-Star-Filme, die von anderen Studios geplant waren, fallengelassen wurden. Die Filmaufnahmen für Hollywood Canteen wurden am 5. Juni 1944 mit Warner-Bros.-Vertragsschauspielern wieder aufgenommen und dauerten bis zum 31. August 1944.
Laut Hollywood Reporter wurden von Warner Bros. erstmals neu entwickelte Aufnahme- und Wiedergabegeräte für diesen Film verwendet, die unter anderem zu weniger Rückkopplungen und Verzerrungen führten. Einige Szenen wurde im Veterans Administration Hospital auf dem Sawtelle Boulevard gedreht, einige im Stadtteil Bel-Air-Estates, sowie auf dem Bauernmarkt und auf dem Sunset Strip.
Warner Bros. bezahlte 250.000 Dollar für die Rechte, den Film Hollywood Canteen nennen zu dürfen. Delmer Davis, der bereits das Drehbuch für den 1943 entstandenen Musikfilm Stage Door Canteen geschrieben hatte, tat das auch für diesen Film, und führte außerdem Regie.

### Hintergrund
Das Restaurant „Hollywood Canteen“ wurde am 3. Oktober 1942 von den Filmstars Bette Davis (Vorsitzende) und John Garfield (Vizepräsident) in Los Angeles gegründet. Das Hotel liegt am Cahuenga Boulevard in der Nähe des Sunset Boulevard in Hollywood, Kalifornien. Seinen Anfang nahm die Gründung eines solchen Restaurants am Broadway, wo die American Theatre Wing die „Stage Door Canteen“ eröffnete, um Militärangehörigen, die New York kreutzten, zu kostenlosen Mahlzeiten zu verhelfen und ihnen außerdem die Chance zu geben, einen Bühnen- oder Filmstar zu treffen und mit einer schönen Frau zu tanzen und Spaß zu haben. John Garfield und Bette Davis kamen während eines gemeinsamen Mittagessens zu dem Entschluss, dass etwas für die Tausende von Soldaten getan werden müsse, die in Hollywood vorbeikämen, ohne jemals einen Filmstar zu treffen. Damit war die Idee für die „Hollywood Canteen“ an der Westküste geboren, die ein Pendant zur „Stage Door Canteen“ an der Ostküste der USA darstellen sollte. Davis übernahm mit Hilfe von 42 Gewerkschaften der Filmindustrie die Beaufsichtigung der Umwandlung eines ehemaligen Stalles in einen Nachtclub. Ihr damaliger Agent kümmerte sich um die finanzielle Seite, was auch die Beschaffung entsprechender Mittel einschloss.  Bette Davis sagte später einmal, dass es nur wenige Leistungen in ihrem Leben gebe, auf die sie aufrichtig stolz sei, dazu gehöre die Gründung der „Hollywood Canteen“.
Joan Crawford tanzte im Film mit Soldaten, die Andrews Sisters sammelten symbolisch Getreide für ihr Land mit ihrem Song Gettin’ Corns for My Country und sangen außerdem mit den Sons of the Pioneers Don’t Fence Me In, eine Lobrede auf den Komponisten Cole Porter. Es war eine Überraschung, dass dieses Lied nicht für einen Oscar in der Kategorie „Bester Song“ nominiert wurde, sondern Sweet Dreams, Sweetheart von Ted Koehler und Maurice K. Jerome. Das Golden Gate Quartet trug The General Jumped at Dawn vor und The Sons of Pioneer Tumblin’ Tumbleweeds. Roy Rodgers stellte einen Song von Cole Porter vor, während Bette Davis sich in einer ihrer besten Rollen präsentierte. Der Film beinhaltete eine Mixtur aus Musik, Komödie, Romanze und war gespickt mit Starauftritten. Er war Teil eines Beitrags von Warner Bros., um den Soldaten für ihren Einsatz zu danken und ihnen fern von zu Hause ein wenig Ablenkung zu schenken. Die Stars bekamen die Chance, auch ihre musikalischen Talente vorzustellen. Bette Davis trug den Song They’re Either Too Young or Too Old vor und spendete ihre 50.000-Dollar-Gage der „Hollywood Canteen“.
Hollywood Canteen markierte das Filmdebüt der Theaterschauspielerin Joan McCracken.

### Musik
Neben Ray Heindorf und Musikdirektor Leo F. Forbstein flossen Werke folgender Komponisten in den Film ein: Leah Worth, Larry Neill, Julio Blanco, Harold Adamson, Ted Koehler, Marion Sunshine, Dick Charles, Jim Mundy, Bob Nolan, Burton Lane, Maurice K. Jerome, Franz Schubert, Cole Porter, Vernon Duke, Jean Barry, Obdulio Morales, E. Y. Harburg.
1. Hollywood Canteen von Ray Heindorf und Maurice K. Jerome sowie Ted Koehler, gesungen von The Andrews Sisters
2. What Are You Doin’ the Rest of Your Life von Burton Lane und Ted Koehler, gesungen und getanzt von Jack Carson und Jane Wyman, gespielt von Jimmy Dorsey und seinem Orchester.
3. The General Jumped at Dawn von Larry Neal und Jimmy Mundy, vorgetragen vom Golden Gate Quartet
4. We’re Having a Baby von Vernon Duke und Harold Adamson, gesungen von Eddie Cantor und Nora Martin, gespielt von Jimmy Dorsey und seinem Orchester
5. Tumblin’ Tumbleweeds von Bob Nolan, gesungen von The Sons of the Pioneers
6. Don’t Fence Me In von Cole Porter und Robert H. Fletcher, gesungen von Roy Rogers, vorgetragen von dem tanzenden Pferd Trigger, zusammen mit den Sons of the Pioneers, bei einem weiteren Auftritt gesungen von den Andrews Sisters, begleitet von Jimmy Dorsey und seinem Orchester
7. Gettin’ Corns For My Country von Jean Barry, Leah Worth und Dick Charles, gesungen von den Andrews Sisters, begleitet von Jimmy Dorsey und seinem Orchester
8. You Can Always Tell a Yank von Burton Lane und E. Y. Harburg, gesungen von Dennis Morgan und Chor, begleitet von Jimmy Dorsey und seinem Orchester sowie gesungen von Joe E. Brown und Chor
9. Sweet Dreams, Sweetheart von Maurice K. Jerome und Ted Koehler, gesungen von Joan Leslie mit der Stimme von Sally Sweetland, begleitet von einem Chor, bei einem weiteren Auftritt gesungen von Kitty Carlisle
10. Ballet in Jive von Ray Heindorf, getanzt von Joan McCracken, begleitet von einem Chor
11. Die Biene (The Bee), Op. 13 No. 9 von Franz Schubert, gespielt von Joseph Szigeti (Violine), Harry Kaufman am Piano
12. The Souvenir von František Drdla, gespielt von Joseph Szigeti und Jack Benny und Harry Kaufman
13. Voodoo Moon von Obdulio Morales und Julio Blanco, englischer Text von Marion Sunshine, gespielt von Carmen Cavallaro und Orchester, getanzt von Rosario y Antonio
14. Dance, getanzt von Rosario y Antonio
15. Trade Winds von Daniel E. Kelley, Akkordeonspiel auf dem Hospital-Schiff
16. Home on the Range von Daniel E. Kelley, wie zuvor
17. Hooray for Hollywood von Richard A. Whiting
18. King Porter Stomp von Ferdinand ’Jelly Roll’ Morton, gespielt von Jimmy Dorsey und seinem Orchester
19. They’re Either Too Young or Too Old von Frank Loesser und Arthur Schwartz, gespielt von Jimmy Dorsey und seinem Orchester
20. The Very Thought of You von Ray Noble, gespielt von Jimmy Dorsey und seinem Orchester
21. Night and Day von Cole Porter
22. Rock-a-Bye Baby von Effie I. Canning
23. Frühlingslied Op. 62 Nr. 6 von Felix Mendelssohn Bartholdy
24. Yankee Doodle, traditionelle Weise englischen Ursprungs

### Erstveröffentlichung
Der Film hatte am 15. Dezember 1944 Premiere in New York, am 31. Dezember 1944 lief er dann allgemein in den USA an. 1945 startete er im Vereinigten Königreich, in Schweden und in Belgien (Brüssel). In Portugal und Finnland lief er 1946 an, in Frankreich und Italien 1947. In Dänemark wurde der Film 1948 veröffentlicht, ebenso wie in Japan. In Österreich war er erstmals am 14. Januar 1949 zu sehen. In der Bundesrepublik Deutschland kam er nicht ins Kino, am 12. Oktober 1980 hatte er Fernsehpremiere. Der Fernsehtitel lautete: Hollywood-Kantine.
Veröffentlicht wurde der Film außerdem in Bulgarien, Brasilien, Griechenland und der Sowjetunion.

### Einnahmen
Rund vierzig Prozent der Bruttoeinnahmen des Films wurden der „Hollywood Canteen“ gespendet. Unter dem Management von Bette Davis und ihres Managers hatte die gut laufende „Hollywood Canteen“ bei Kriegsende 500.000 Dollar auf der Bank. Das Geld wurde verwendet, um Projekte die Streitkräfte betreffend zu finanzieren.
Der Film soll finanziell einer der Top-Filme des Jahres für Warner Bros. gewesen sein. Mit Bruttoeinnahmen von 4,1 Millionen Dollar landete der Film auf Platz 5 der einnahmestärksten Filme des Jahres.

## Kritik
Der Film bekam gemischte Kritiken, konnte aber mit seinem umfassenden Staraufgebot und Kriegsappell punkten.
Bosley Crowther von der New York Times war der Ansicht, dass man den Film lieben werde, wenn man anfällig für große Namen sei, denn Warner Bros. biete so gut wie jeden Star auf, der bei dem Studio unter Vertrag stehe. Wenn einem aber an Qualität gelegen sei, empfinde man die Geschichte und die Dialoge des Films schnell als peinlich. Es sei keine Frage, dass die „Hollywood Canteen“ eine willkommene Oase für Armeeangehörige gewesen sei und dass sie ihnen geholfen habe. Allerdings wirke das im Film eher wie Prahlerei. Auch komme man nicht umhin, einen Vergleich mit dem Film Stage Door Canteen anzustellen, da beide demselben Muster folgten, da sie ja auch vom selben Mann geschrieben worden seien. Bemerkenswert sei jedoch, dass Stage Door Canteen viel bescheidener daherkomme und auch die erzählte Geschichte viel realistischer sei, was der Qualität zugute komme. Crowther bezieht sich auf den einleitenden Kommentar im Film von Joe E. Brown: „Dieser Ort ist einfach eine große, große Juke-Box.“ Crowthers Fazit: „So ist der Film. Er ist angefüllt mit Krimskrams.“
Variety sah das anders und hielt Robert Hutton und Joan Leslie für die eigentlichen Stars des Filmmusicals, die die Geschichte tragen würden. Hutton sehe aus wie der ideale GI Joe, und sein von Dane Clark gespielter Kumpel sei das perfekte Gegenstück. Joan Leslie spiele ihre Rolle mit Charme, Grazie und Leichtigkeit. Auch wenn die Handlung aalglatt sei, könne man das akzeptieren, da die Romantik für sich spreche.
Howard Barnes von der New York Herald Tribune befand, der Film sei ein schnittiger, sternenbedeckter Gruß zu Kriegszeiten. Neben Bette Davis und John Garfield seien Dutzende weiterer Kroyphäen auf der Leinwand zu bewundern in einer feinen Mischung und mit genug Talenten für mehr als ein Dutzend Filme.
Three Movie Buffs bewertete den Film am 24. Oktober 2010 und war der Meinung, die eingebaute Handlung sei nur ein Vorwand, um die eigentlichen Stars in der „Hollywood Canteen“ zu präsentieren. Beeindruckend sei die Liste der aufgebotenen Stars. Die besten seien Ida Lupino und Joan Crawford, die amüsante Szenen mit Dane Clark, Sydney Greenstreet und Peter Lorre hätten.
Das Lexikon des internationalen Films konnte dem Film nicht viel abgewinnen und urteilte: „Eine inszenatorisch mangelhafte Aneinanderreihung von Star-Auftritten, kitschig und ohne rechten Witz. Interessant nur unter dem historischen Aspekt der Truppenbetreuung. Aufmuntern für den Kampf der Amerikaner sollen Filmstars wie Bette Davis, Joan Crawford, Peter Lorre, John Garfield, Barbara Stanwyck, Jane Wyman, Sydney Greenstreet und Ida Lupino, die sich alle selbst spielen.“

## Auszeichnungen
Der Film erhielt für die Oscarverleihung 1945 jeweils eine Nominierung für den Oscar in folgenden Kategorien:
- „Bester Ton“ – Nathan Levinson
  - der Oscar ging an Edmund H. Hansen und die Filmbiografie Wilson
- „Bester Song“ – Sweet Dreams, Sweetheart von Maurice K. Jerome und Ted Koehler
  - der Oscar ging an Jimmy Van Heusen und Johnny Burke und den Song Swinging on a Star aus dem Filmdrama Der Weg zum Glück
- „Beste Filmmusik“ (Musikfilm) – Ray Heindorf
  - der Oscar ging an Carmen Dragon und Morris Stoloff und den Musicalfilm Es tanzt die Göttin